# Diplocolenus tianshanicus
Diplocolenus tianshanicus är en insektsart som beskrevs av Alexander Fyodorovich Emeljanov 1966. Diplocolenus tianshanicus ingår i släktet Diplocolenus och familjen dvärgstritar. Inga underarter finns listade i Catalogue of Life.